# Dinamarca en los Juegos Paralímpicos de París 2024
Dinamarca estuvo representada en los Juegos Paralímpicos de París 2024 por un total de 31 deportistas, 21 hombres y 10 mujeres.

## Medallistas
El equipo paralímpico danés obtuvo las siguientes medallas:
| Nombre                 | Deporte            | Evento                                    |
| ---------------------- | ------------------ | ----------------------------------------- |
| Oro                    |                    |                                           |
| Emma Lund              | Ciclismo en ruta   | Ruta T1-2 femenino                        |
| Alexander Hillhouse    | Natación           | 100 m mariposa S14 masculino              |
| Plata                  |                    |                                           |
| Daniel Jørgensen       | Atletismo          | 100 m T63 masculino                       |
| Daniel Jørgensen       | Atletismo          | Salto de longitud T63 masculino masculino |
| Katrine Kristensen     | Deportes ecuestres | Doma individual grado II mixto            |
| Bronce                 |                    |                                           |
| Bjørk Nørremark        | Atletismo          | Salto de longitud T47 femenino            |
| Emma Lund              | Ciclismo en ruta   | Contrarreloj T1-2 femenino                |
| Lisa Gjessing          | Taekwondo          | –65 kg femenino                           |
| Peter Rosenmeier       | Tenis de mesa      | Individual MS6 masculino                  |
| Martin Black Jørgensen | Tiro               | Rifle de aire de pie 10 m SH1 masculino   |